# Центр международных исследований лесного хозяйства и мирового агролесоводства
Центр международных исследований лесного хозяйства и мирового агролесоводства (англ. The Center for International Forestry Research and World Agroforestry, CIFOR-ICRAF) — международная научная организация по лесоводству в Африке, основанная в 1978 году со штаб-квартирой в Найроби, Кения.
Иное название — Всемирный центр агролесоводства.

## История
Центр международных исследований лесного хозяйства и мирового агролесоводства основан в 1978 году как «Международный совет по исследованиям в области агролесоводства» (англ. International Council for Research in Agroforestry). В 2002 году центр приобрел торговую марку World Agroforestry Centre (Всемирный центр агролесоводства), хотя его юридическим названием остается Центр международных исследований лесного хозяйства и мирового агролесоводства.

## Концепция
Центр специализируется на устойчивом управлении, защите и регулировании тропических лесов и природных заповедников, занимается решением проблемы необходимости уменьшения выбросов углекислого газа. Центр — один из 15 сельскохозяйственных исследовательских центров, входящих в глобальную сеть, известную как «Консультативная группа по международным сельскохозяйственным исследованиям» (CGIAR) — глобальное партнерство, объединяющее международные организации, занимающиеся исследованиями в области продовольственной безопасности. Его исследования  направлены на сокращение сельской бедности, повышение продовольственной безопасности, улучшение здоровья и питания людей, а также устойчивое управление природными ресурсами. Среди программ центра — исследования изменения климата Земли.

## Деятельность
Центр проводит исследования в области агролесоводства в партнерстве с национальными системами сельскохозяйственных исследований с целью разработки более устойчивого и продуктивного землепользования. Основное внимание в исследованиях уделяется странам/регионам развивающегося мира, в частности тропикам Центральной и Южной Америки, Юго-Восточной Азии, Южной Азии, Западной Африки, Восточной Африки и частям Центральной Африки. В 2017 году на Конференции ООН по изменению климата ICRAF опубликовал исследование, посвященное агролесоводству и выбросам углерода в результате вырубки лесов. Центр организует всемирные конференции по агролесоводству и участвует в повестке ООН по Целям устойчивого развития.